# Kråksjön (Villstads socken, Småland)
Kråksjön är en sjö i Gislaveds kommun i Småland och ingår i Nissans huvudavrinningsområde.